# Albert Gutterson
Albert Gutterson (Andover, 23 agosto 1887 – Burlington, 6 aprile 1965) è stato un lunghista statunitense, vincitore della medaglia d'oro alle Olimpiadi di Stoccolma nel 1912.

## Biografia
Ai Giochi della V Olimpiade vinse l'oro nel salto in lungo superando il canadese Cal Bricker (medaglia d'argento) e lo svedese Georg Åberg.
Studiò all'University of Vermont.

## Palmarès
| Anno | Manifestazione  | Sede      | Evento         | Risultato | Misura | Note |
| ---- | --------------- | --------- | -------------- | --------- | ------ | ---- |
| 1912 | Giochi olimpici | Stoccolma | Salto in lungo | Oro       |        |      |